# Michael McIntyre
Michael McIntyre (Londra, 21 febbraio 1976) è un comico, attore e conduttore televisivo britannico.
È stato indicato come il comico che nel mondo ha avuto i maggiori guadagni.

## Vita privata
McIntyre vive a Hampstead, Londra con la moglie Kitty, figlia dell'attore Simon Ward e sorella dell'attrice Sophie Ward. La coppia ha due figli, Lucas e Oscar.
Il padre di McIntyre, Ray Cameron era un comico che scriveva per gli show televisivi di Kenny Everett e si è tolto la vita nel 1993; il suo suicidio è stato tenuto nascosto da McIntyre per 17 anni.
Appassionato di sport, Michael McIntyre è tifoso del Tottenham Hotspur F.C. e di cricket; spesso partecipa alla trasmissione televisiva di sport Test Match Special.

## Formazione
McIntyre ha frequentato le scuole primarie alla Stepping Stones Primary School a Hampstead, Arnold House School, St John's Wood e in seguito ha frequentato per tre anni la Merchant Taylors' School a Northwood prima di trasferirsi, per motivi finanziari, in una scuola statale
londinese.. Terminati gli studi superiori,  Michael McIntyre ha frequentato l'Università di Edimburgo per un anno prima di intraprendere la carriera di sceneggiatore.

## Carriera

### Televisione
Nel 2007, 2008, 2009 McIntyre ha recitato in tre episodi della serie TV Live at the Apollo trasmessa dalla BBC. Ha realizzato quattro DVD: Live and Laughing, Hello Wembley, Showtime e Happy and Glorious le cui vendite hanno raggiunto cinque milioni di copie nel Regno Unito.
È stato ospite di numerosi e molto seguiti show come Chris Moyles Quiz Night, Mock the Week, 8 out of 10 Cats, Have I Got News for You, The Big Fat Quiz of the Year, Would I Lie To You?, The Apprentice: You're Fired!, Alan Carr: Chatty Man e Friday Night with Jonathan Ross.
Dal 6 giugno 2009 McIntyre inizia un proprio programma, Michael McIntyre's Comedy Roadshow, che andava in onda il sabato sera su BBCOne. Il 5 luglio 2009 Mc Intyre partecipa ad uno show sempre per la BBC, Top Gear, e successivamente farà delle apparizioni in altri show anche di beneficenza.
Nel 2010 viene annunciato che McIntyre parteciperà come giudice nell'edizione del 2011 del programma Britain's Got Talent con David Hasselhoff e Amanda Holden ed egli annuncia che avrebbe lasciato lo show dopo una stagione.
Dal 2014 conduce un proprio chat showThe Michael McIntyre Chat Show. e uno show speciale andato in onda il giorno di Natale.
Sempre per la BBC, nel 2015, conduce uno spettacolo in diretta dal Theatre Royal di Londra.
Dall'aprile 2016 McIntyre presenta Michael McIntyre's Big Show uno spettacolo settimanale in onda il sabato sera per il canale televisivo BBCOne. La seconda serie dello stesso programma verrà trasmessa in novembre 2016 ed è stata confermata una terza serie per il 2017.

### Teatro
McIntyre si esibisce per tre volte al Royal Variety Performance e, con la sua l'apparizione del 2010, diventa l'attore più giovane mai ospitato da questo varietà.
Nel 2009, nel suo primo tour nel Regno Unito,  McIntyre si esibisce per un totale stimato di 500.000 persone raggiungendo il record di sei serate consecutive al Wembley Arena e quattro serate alla The O2 Arena.
Nel 2012, il suo tour nel Regno Unito lo porta ad esibirsi per oltre 700.000 persone e con il record di dieci serate consecutive all'O2 Arena di Londra. Secondo la compagnia Pollstar, che si occupa della vendita dei biglietti, con il tour del 2012 McIntyre diventa il comico che fa i maggiori incassi al mondo.
Nel 2015 si esibisce nel Regno Unito e in Irlanda con il suo show Happy & Glorious. Nel febbraio 2016 parte per un tour in Norvegia con due spettacoli e in ottobre 2016 in Australia con quattro esibizioni.

### Radio
Le presenze in radio di McItyre includono
- Does the Team Think? (BBC Radio 2)
- Heresy, 4 Stands Up, Happy Mondays, The Unbelievable Truth (all on BBC Radio 4)
- The Jon Richardson Show (BBC 6 Music)
- The Jonathan Ross Show (BBC Radio 2)
- The Chris Moyles Show (BBC Radio 1)
- Desert Island Discs (BBC Radio 4)[18]

### Libri
Nel 2010 McIntyre ha scritto la sua autobiografia intitolata "Life and Laughing: My Story".